# Општина Берлешти (Горж)
Берлешти (рум. Berleşti) општина је у Румунији у округу Горж.
Oпштина се налази на надморској висини од 332 m.